# Alexander Hanchett Smith
Alexander Hanchett Smith (Crandon, 13 dicembre 1904 – Ann Arbor, 12 dicembre 1986) è stato un micologo e agronomo statunitense.
Fu insegnante all'Università del Michigan, dove dal 1934 al 1979 ricoprì anche la carica di direttore dell'annesso erbario.
Sua moglie, Helen Vendler Smith, e sua figlia, Nancy Smith Weber, sono anch'esse micologhe.

## Pubblicazioni
- A.H. Smith (1939) Studies on the genus Cortinarius: I in Contr. of the University of Michigan Herbarium 2 pp. 1 - 42
- Walter Henry Snell & A.H. Smith (1940) B. longicurvipes article in "Journal of the Elisha Mitchell" Scientific Society 56 p. 325
- A.H. Smith (1941) Studies of North American agarics: I. in "Contr. of the University of Michigan Herbarium" 5 pp. 1 - 73
- Rolf Singer & A.H. Smith (1943) A Monograph of the Genus Leucopaxillus in "Papers of the Michigan Academy of Sciences" 28 pp. 85 - 132
- A.H. Smith (1944) Interesting North American agarics in "Bulletin of the Torrey Botanical Club" 71 pp. 390 - 409
- A.H. Smith & Rolf Singer (1945) A monograph of the genus Cystoderma in "Papers of the Michigan Academy of Sciences" 30 pp. 71 - 124
- Rolf Singer & A.H. Smith (1946) Proposals concerning the nomenclature of the gill fungi including a list of proposed lectotypes and genera conservanda in "Mycologia" 38 pp. 240 - 299
- A.H. Smith (1947) North American Species of Mycena
- A.H. Smith (1949) Mushrooms in their Natural Habitats 626 pp.
- A.H. Smith (1951) The North American species of Naematoloma in "Mycologia" 43 pp. 467 - 521
- A.H. Smith (1951) Puffballs and their allies in Michigan
- A.H. Smith (1957) A contribution towards a monograph of Phaeocollybia in "Brittonia" 9 pp. 195 - 217
- A.H. Smith & Rolf Singer (1959) Studies in Secotiaceous Fungi: IV. Gastroboletus, Truncocolumella, Chamonixia in "Brittonia" 11 pp. 205 - 223
- A.H. Smith (1960) Tricholomopsis in the Western Hemisphere in "Brittonia" 12 pp. 41 - 76
- Rolf Singer & A.H. Smith (1960) Studies in Secotiaceous Fungi: IX. The Astrogastraceous Series in "Memoirs of the Torrey Botanical Club" 21 pp. 1 - 112
- A.H. Smith (1963) Mushroom Hunter's Field Guide 264 pp.
- Lexemuel Ray Hesler & A.H. Smith (1963) North American Species of Hygrophorus
- A.H. Smith & Harry D. Thiers (1964) A contribution towards a monograph of North American species of Suillus
- Lexemuel Ray Hesler & A.H. Smith (1965) North American species of Crepidotus
- A.H. Smith, Orson K. Miller, Jr. & Harry Delbert Thiers (1965) The species of Suillus and Fuscoboletinus of Priest River Experimental Forest and Vicinity, Priest River, Idaho in "Lloydia" 28 pp. 120 - 138
- A.H. Smith, Harry Delbert Thiers & Roy Watling (1967) Leccinum snellii article in "Michigan Botany" 6 pp. 120 - 121
- A.H. Smith & Lexemuel Ray Hesler (1968) The North American species of Pholiota
- A.H. Smith & Harry Delbert Thiers (1968) Tylopilus chromapes article in "Mycologia" 60 p. 948
- Harry Delbert Thiers & A.H. Smith (1969) Hypogeous Cortinarii in "Mycologia" 61 pp. 526 - 536
- A.H. Smith & Harry Delbert Thiers (1971) The Boletes of Michigan
- A.H. Smith (1972) The North American species of Psathyrella in "New York Botanical Garden Mycological Memoir" 24
- A.H. Smith & James M. Trappe (1972) The higher fungi of Oregon's Cascade Head Experimental Forest and Vicinity: I in "Mycologia" 64 pp. 1138 - 1153
- A.H. Smith (1975) A Field Guide to Western Mushrooms
- A.H. Smith & Harry Delbert Thiers (1975) The Boletes of Michigan
- Joseph F. Ammirati & A.H. Smith (1977) Studies in the genus Cortinarius: II: Section Dermocybe, new North American species in "Mycotaxon" 5 pp. 381 - 397
- D. H. Mitchel & A.H. Smith (1978) Notes on Colorado fungi: III: New and interesting mushrooms from the aspen zone in "Mycologia" 70 pp. 1040 - 1063
- A.H. Smith, Helen Vendler Smith & Nancy Smith Weber (1979) How to Know the Gilled Mushrooms
- A.H. Smith (1979) The Stirps Caligata of Armilaria in North America in "Sydowia" 8 pp. 368 - 377
- Lexemuel Ray Hesler & A.H. Smith (1979) North American Species of Lactarius
- A.H. Smith & Nancy Smith Weber (1980) The Mushroom Hunter's Field Guide
- A.H. Smith, Helen Vendler Smith & Nancy Smith Weber (1981) How to Know the Non-Gilled Mushrooms 2nd ed.
- A.H. Smith, V. S. Evenson & D. H. Mitchel (1983) The veiled species of Hebeloma in the Western United States
- Nancy Smith Weber & A.H. Smith (1985) A Field Guide to Southern Mushrooms 1st ed.

## Specie di funghi identificate
- Boletus campestris, Thiers & A. H. Smith
- Boletus longicurvipes, Snell & A. H. Smith
- Boletus pseudosensibilis, Thiers & A. H. Smith
- Clitocybe irina (Fries), H. E. Bigelow & A. H. Smith
- Clitocybe nuda (Fries), A. H. Smith & H. E. Bigelow
- Cortinarius marylandensis Ammirati & A. H. Smith
- Craterellus fallax, A. H. Smith
- Cystoderma amianthinum var. rugosoreticulatum (Lorinser) Singer & A. H. Smith
- Cystoderma fallax, A. H. Smith & Singer
- Cystoderma granosum (A. P. Morgan) Singer & A. H. Smith
- Galerina autumnalis (Peck) Singer & A. H. Smith
- Gymnopilus spectabilis, (Fries) A. H. Smith
- Hygrophorus acutoconicus, (F. E. Clements) A. H. Smith
- Hygrophorus bakerensis, A. H. Smith & Hesler
- Hygrophorus flavescens, (Kauffman) A. H. Smith & Hesler
- Hygrophorus marginatus var. olivasceus, A. H. Smith & Hesler
- Hygrophorus subsalmonius, A. H. Smith & Hesler
- Lactarius argillaceifolius, A. H. Smith & Hesler
- Lactarius cinereus, A. H. Smith & Hesler
- Lactarius quietus, Hesler & A. H. Smith
- Lactarius thyinos, A. H. Smith
- Lactarius vinaceorufescens, A. H. Smith
- Leccinum holopus var. americanum, A. H. Smith & Thiers
- Leccinum snellii Thiers, R. Watling & A. H. Smith
- Leucopaxillus laterarius, (Peck) Singer & A. H. Smith
- Mycena atkinsoniana, A. H. Smith
- Mycena griseoviridis, A. H. Smith
- Pholiota highlandensis, (Peck) Hesler & A. H. Smith
- Pholiota veris, (A. H. Smith & Singer) Hesler & A. H. Smith
- Phylloporus rhodoxanthus var. silvicola, A. H. Smith
- Psathyrella conissans, (Peck) A. H. Smith
- Psathyrella delineata, (Peck) A. H. Smith
- Psathyrella foenisecii, (Persoon: Fries) A. H. Smith
- Psathyrella rugocephala, (G. F. Atkinson) A. H. Smith
- Psathyrella septentrionalis, A. H. Smith
- Tylopilus chromapes, (Frost) Thiers & A. H. Smith
- Tylopilus rubrobruneus, Mazzer & A. H. Smith
- Xeromphalina kaufmannii, A. H. Smith
- Xeromphalina tenuipes, (Schweinitz) A. H. Smith